# Manoir du Gouleis
Le manoir du Gouleis est situé à Langonnet en France.

## Localisation
Le manoir est situé sur le territoire de la commune de Langonnet, au lieu-dit Gouleis, dans le département du Morbihan en région Bretagne.

## Description
Le manoir est construit vers 1686, 1694 ; puits en 1866. Édifice à un étage carré en pierre de taille de granite,  toiture à longs pans ; un pignon découvert et un pignon couvert. Escalier hors-oeuvre : escalier tournant à retours sans jour.

## Historique
Le manoir est inscrit à l'inventaire général du patrimoine culturel.